# For You Blue
"For You Blue" là ca khúc của ban nhạc The Beatles, trích từ album Let It Be (1970). Đây là sáng tác của George Harrison dành cho người vợ Pattie Boyd, sau đó trở thành mặt B cho đĩa đơn "The Long and Winding Road", đạt vị trí quán quân tại Mỹ và Canada.
"For You Blue" được viết theo 12-nhịp blues của thể loại country blues, vốn được Harrison lấy cảm hứng từ cuộc gặp gỡ Bob Dylan và The Band trước đó tại Woodstock vào tháng 11 năm 1968. Ca khúc được sáng tác chủ yếu bởi Harrison và được sản xuất vào giai đoạn cuối cùng của The Beatles khi bất đồng giữa các thành viên đã trở nên gay gắt. Ca khúc được thu âm vào tháng 1 năm 1969 tại phòng thu Apple Studio ở London với phần chơi lap steel guitar của John Lennon. Các đánh giá đều đề cao chất lượng thu âm cũng như trình diễn của "For You Blue", thậm chí nhiều người cho đây là một sản phẩm vô cùng đặc biệt, khi hầu hết các sáng tác của Harrison vốn đều bị ban nhạc bỏ qua trong thời kỳ Let It Be.
"For You Blue" sau đó được hãng Capitol Records đưa vào album tuyển tập The Best of George Harrison (1976). Một bản thu khác được phát hành trong album Anthology 3 (1996) của The Beatles. Ấn bản trình diễn trực tiếp được Harrison chơi trong tour diễn vòng quanh Bắc Mỹ năm 1974 sau đó được đưa vào EP Songs by George Harrison năm 1988. Paul McCartney là người trình diễn lại ca khúc này trong chương trình tri ân Concert for George kỷ niệm 1 năm ngày mất của George Harrison vào tháng 11 năm 2002.

## Thành phần tham gia sản xuất
Theo Ian MacDonald:
- George Harrison – hát chính, guitar acoustic.
- John Lennon – lap steel guitar.
- Paul McCartney – piano, bass[2].
- Ringo Starr – trống.